# Dubnio
Il dubnio è l'elemento chimico della tavola periodica che ha come simbolo Db e come numero atomico 105.
È un elemento sintetico, altamente radioattivo, il cui isotopo più stabile (Db-268) ha una emivita di 1,2 giorni.
Questo elemento non ha al momento applicazioni pratiche e le sue proprietà sono poco conosciute.

## Storia
Il dubnio (il nome deriva da Dubna, in Russia) venne scoperto nel 1968 da un gruppo di ricerca russo dell'Istituto unito per la ricerca nucleare a Dubna. Nel 1970 un'équipe di ricercatori diretta da Albert Ghiorso dell'università di Berkeley identificò con certezza l'elemento 105.
L'elemento venne sintetizzato bombardando un atomo di californio-249 con un raggio di nuclei d'azoto a 84 MeV in un acceleratore di particelle.
Gli atomi dell'elemento 105 furono individuati definitivamente il 5 marzo 1970 ma ci sono prove che questo elemento era già stato ottenuto un anno prima, usando lo stesso metodo.
Gli scienziati di Berkeley successivamente cercarono di confermare la scoperta sovietica usando metodi più sofisticati, ma senza successo.
Proposero anche di battezzare il nuovo elemento hahnio (Ha), in onore dello scienziato tedesco Otto Hahn (1879-1968).
Di conseguenza questo fu il nome utilizzato dalla maggioranza degli scienziati americani e dell'Europa occidentale.
Una controversia sul nome dell'elemento sorse in seguito alla protesta degli scienziati russi.
L'Unione internazionale di chimica pura e applicata (IUPAC) quindi adottò unnilpentio (Unp) come nome temporaneo dell'elemento.
Comunque nel 1997 la disputa si risolse con l'adozione del nome attuale, dubnio (Db), derivato dalla città russa che ospita l'istituto di ricerca nucleare dove l'elemento fu scoperto.

## Isotopi
Il dubnio, avendo un numero atomico di 105, è un elemento superpesante; come tutti gli elementi con numeri atomici così alti, è molto instabile. L'isotopo del dubnio più duraturo conosciuto, 268Db, ha un'emivita di circa un giorno. Non sono stati osservati isotopi stabili e un calcolo del 2012 di JINR ha suggerito che le emivite di tutti gli isotopi di dubnio non supererebbero significativamente il giorno. Il dubnio può essere ottenuto solo mediante produzione artificiale.
La breve emivita del dubnio ne limita l'utilizzo durante gli esperimenti. Ciò reso inoltre più difficile dal fatto che gli isotopi più stabili sono i più difficili da sintetizzare. Gli elementi con un numero atomico inferiore hanno isotopi stabili con un rapporto neutroni-protoni inferiore rispetto a quelli con numero atomico più elevato, il che significa che il bersaglio e i nuclei del fascio che potrebbero essere impiegati per creare l'elemento superpesante hanno meno neutroni del necessario per formare questi isotopi più stabili . (Diverse tecniche basate sulla cattura rapida dei neutroni e sulle reazioni di trasferimento sono state prese in considerazione a partire dagli anni 2010, ma quelle basate sulla collisione di un nucleo grande e piccolo sono quelle più significative).
In ogni esperimento possono essere prodotti solo pochi atomi di 268Db e quindi gli intervalli di tempo misurati variano in modo significativo durante il processo. Durante tre esperimenti, sono stati creati 23 atomi in totale, con un'emivita risultante di 28+11−4 ore. Il secondo isotopo più stabile, 270Db, è stato prodotto in quantità ancora minori: tre atomi in totale, con durate di 33,4 ore, 1,3 ore e 1,6 ore. Questi due sono gli isotopi più pesanti del dubnio fino ad oggi, ed entrambi sono stati prodotti come un risultato del decadimento dei nuclei più pesanti 288Mc e 294Ts piuttosto che direttamente, perché gli esperimenti che li hanno prodotti sono stati originariamente progettati a Dubna per fasci di 48Ca. Per la sua massa, 48Ca ha di gran lunga il più grande eccesso di neutroni di tutti i nuclei praticamente stabili, sia quantitativi che relativi, il che aiuta a sintetizzare nuclei superpesanti con più neutroni, ma questo guadagno è compensato dalla minore probabilità di fusione per numeri atomici elevati.